# M5 (Mashreq)
De M5 is een primaire noord-zuidroute in het Internationaal wegennetwerk van de Arabische Mashreq, die door Irak en het oosten van het Arabisch Schiereiland loopt. De weg begint bij de Turkse grens bij Zakho en loopt daarna via Bagdad, Koeweit, Abu Dhabi, Dubai en Masqat naar Salalah. Daarbij voert de weg door vijf landen, namelijk Irak, Koeweit, Saoedi-Arabië, de Verenigde Arabische Emiraten en Oman.
De M5 is tussen Salwa en Batha'a ook onderdeel van de M90.

## Toekomst
Tussen Dammam en Salwa loopt de M5 nu nog via de stad Hofuf. Als de kustweg (Weg 95) is voltooid, zal de M5 de omweg via Hofuf worden opgeheven.

## Nationale wegnummers
De M5 loopt over de volgende nationale wegnummers, van noord naar zuid:
| Nummer                       | Tracé                                 |
| Irak                         | Irak                                  |
| ---------------------------- | ------------------------------------- |
| 2                            | Turkije - Mosoel                      |
| 1                            | Mosoel - Bagdad                       |
| 8                            | Bagdad - Koeweit                      |
| Koeweit                      |                                       |
| 80                           | Irak - Koeweit                        |
| 40                           | Koeweit - Saoedi-Arabië               |
| Saoedi-Arabië                |                                       |
| 95                           | Koeweit - Dammam                      |
| 615                          | Dammam - Salwa                        |
| 95                           | Salwa - Verenigde Arabische Emiraten  |
| Verenigde Arabische Emiraten |                                       |
| E11                          | Saoedi-Arabië - Sharjah               |
| E88                          | Sharjah - Masafi                      |
| E89                          | Masafi - Fujairah                     |
| E99                          | Fujairah - Oman                       |
| Oman                         |                                       |
| O1                           | Verenigde Arabische Emiraten - Masqat |
| O15                          | Masqat - Nizwa                        |
| O31                          | Nizwa - Salalah                       |

M5 · 
M7 · 
M9 · 
M10 · 
M15 · 
M20 · 
M25 · 
M30 · 
M35 · 
M40 · 
M45 · 
M47 · 
M50 · 
M51 · 
M55 · 
M60 · 
M65 · 
M67 · 
M70 · 
M75 · 
M80 · 
M90 · 
M100